# 阿夫拉谷 (亞利桑那州)
阿弗拉瓦利（英語：Avra Valley）是位於美國亞利桑那州皮馬縣的一個人口普查指定地區。根據2010年美國人口普查，該地共人口500人，而該地的面積約為57.47平方千米。

## 地理
阿弗拉瓦利的座標為32°25′07″N 111°19′41″W / 32.41861°N 111.32806°W，而該地最高點為海拔高度585米（即1919英尺）。